# Brendan O'Donoghue
Brendan O'Donoghue, irski igralec snookerja, * 15. december 1982.

## Kariera
O'Donoghue prihaja iz Nenagha. Profesionalno je začel nastopati v sezoni 2009/10. V tej sezoni je bil eden izmed sedmih Ircev v svetovni karavani.

## Osvojeni turnirji

### Amaterski turnirji
- Amatersko prvenstvo Irske - 2003
- Ivy Rooms Easter Pro Am - 2005